# Deux Asperges me, WAB 3
Les deux Asperges me (Purifie-moi), WAB 3, sont des mises en musique composées par Anton Bruckner de l'antienne utilisée pour la célébration de l'Asperges me.

## Historique
Vers 1844/1845, lors de son séjour à Kronstorf, Bruckner composa ces deux Aperges me. Ils ont été probablement exécutés à cette époque.
Les manuscrits sont archivés à l'Österreichische Nationalbibliothek. Les deux motets, qui ont été d'abord publiés dans le Volume II/2, pp. 67-76 de la biographie Göllerich/Auer, sont édités dans le Volume XXI/6 de la Bruckner Gesamtausgabe.

## Musique
Lors de son séjour à Kronstorf, Bruckner composa vers 1844/1845 ces deux Asperges me pour chœur mixte et orgue. Comme dans le précédent Asperges me, l'incipit ("Asperges me") n'est pas composé et doit être entonné par le prêtre en mode grégorien avant la poursuite de l'exécution par le chœur. C'est la première composition, sous laquelle Bruckner posa sa signature.

### Asperges me, WAB 3.1
L'œuvre de 58 mesures en la mineur (mode éolien) a été composée pour l'Asperges me du dimanche de la Septuagésime au 4e dimanche de Carême.
La partition est en trois parties. La partie 1 (19 mesures), qui commence par "Domine, hysopo" et se termine avec "dealbabor", est en fugato. La partie 2 (25 mesures), qui suit avec le reste du texte et la doxologie jusqu'à "Spiritui Sancto", est chanté à l'unisson avec accompagnement d'orgue. La partie 3 (14 mesures), qui commence par un canon, se poursuit jusqu'à la fin de la doxologie.

### Asperges me, WAB 3.2
L'œuvre de 41 mesures en fa majeur, qui a été composée pour l'Asperges me du dimanche de la Passion, ne comporte pas de doxologie.
Le score est en trois parties. La partie 1 (16 mesures) en homophonie commence avec "Domine, hysopo" et se termine avec "dealbabor". La partie 2 (7 mesures) suit avec le reste du texte en mode grégorien. Après une reprise de l'incipit (2 mesures), la partie 3 est une reprise modifiée de la première partie.

## Discographie

### Asperges me, WAB 3.1
Il y a un seul enregistrement commercial en concordance avec la partition originale :
- Erwin Ortner, Arnold Schoenberg Chor, Anton Bruckner: Tantum ergo - CD : ASC Édition 3, édité par la chorale, 2008

### Asperges me, WAB 3.2
Il y a un seul enregistrement commercial :
- Balduin Sulzer, Chor des Musikgymnasiums Linz, Musik aus der Stifterstraße – LP : Extempore AD-80.01/2, 1980 (chanté entièrement a cappella)

## Sources
- August Göllerich, Anton Bruckner. Ein Lebens- und Schaffens-Bild, vers 1922 – édition posthume par Max Auer, G. Bosse, Ratisbonne, 1932
- James Garrat, Palestrina and the German Romantic Imagination, Cambridge University Press, Cambridge, 2004.  (ISBN 0-521-80737-9)
- Anton Bruckner – Sämtliche Werke, Band XXI: Kleine Kirchenmusikwerke, Musikwissenschaftlicher Verlag der Internationalen Bruckner-Gesellschaft, Hans Bauernfeind et Leopold Nowak (Éditeurs), Vienne, 1984/2001
- Cornelis van Zwol, Anton Bruckner 1824-1896 – Leven en werken, uitg. Thot, Bussum, Pays-Bas, 2012.  (ISBN 978-90-6868-590-9)
- Uwe Harten, Anton Bruckner. Ein Handbuch. Residenz Verlag, Salzbourg, 1996.  (ISBN 3-7017-1030-9).